# 1950年至1951年香港甲組足球聯賽
1950–51年香港甲組足球聯賽（英語：Hong Kong First Division Football League），是第 40 屆香港甲組足球聯賽，本屆聯賽共有 12 隊參賽球隊，冠軍是南華，他們以 22 場 18 勝 1 和 3 合共取得 37 分。南華隊第 11 次贏得港甲冠軍。

## 外部連結
- 香港足球總會官網（页面存档备份，存于）
- 香港甲組足球聯賽 歷屆冠軍（页面存档备份，存于）